# Mesene ingrumaensis
Mesene ingrumaensis is een vlindersoort uit de familie van de prachtvlinders (Riodinidae), onderfamilie Riodininae.
Mesene ingrumaensis werd in 1999 beschreven door Callaghan & Salazar.